# Tipula notomelania
Tipula notomelania är en tvåvingeart som beskrevs av Alexander 1958. Tipula notomelania ingår i släktet Tipula och familjen storharkrankar.
Artens utbredningsområde är Nepal. Inga underarter finns listade i Catalogue of Life.